# شناسنامه افغانستان (کتاب)
شناسنامه افغانستان عنوان کتابی است که توسط بصیراحمد دولت‌آبادی یکی از نویسندگان افغانستانی توسط انتشارات عرفان در ایران به چاپ رسیده است. جلد نخست این کتاب در سال ۱۳۸۲ با شمارگانِ ۵۰۰۰ نسخه انتشار یافت و سپس در سال ۱۳۸۷ باردوم با تعداد شمارگان بالا به چاپ رسید.

## موضوعات
کتاب شناسنامه افغانستان در مورد فرهنگ، تاریخ، جغرافیا و وضعیت اجتماعی مردم افغانستان نوشته شده است. کتاب در شش فصل با این عناوین تدوین شده است.
- وضعیت جغرافیایی افغانستان
- خصوصیات ولایت‌ها/اُستان‌ها و ولسوالی‌ها/شهرستان‌ها در افغانستان
- وضعیت تاریخی افغانستان
- وضعیت فرهنگی افغانستان
- وضعیت اقتصادی افغانستان
- وضعیت نظامی افغانستان

## جنجال به آب انداخته شدن
کتاب شناسنامه افغانستان در تاریخ ۴ جوزا/خرداد ۱۳۸۸ همراه با چندین جلد کتاب دیگر از جمله گل سرخ دل افگار نوشته محمد جواد خاوری به دستور عبدالکریم خرم وزیر اطلاعات و فرهنگ افغانستان به دریای هیرمند انداخته شد.

## واکنش‌ها به این حادثه
به آب انداخته شدن این کتاب و کتاب‌های دیگر در دریای هیرمند واکنش مردم افغانستان در کشورهای ایران، افغانستان، کانادا، سوئد و … را در پی داشت.
همچنین کانون نویسندگان افغانستان، انجمن فرهنگی دانشجویان افغانستان، کانون وبلاگ نویسان افغانستان و چندین مجمع دیگر این اقدام را محکوم کرده و خواستار کناره‌گیری عبدالکریم خرم از وزارت فرهنگ شدند.